# 元町 (生駒市)
元町（もとまち）は、奈良県生駒市の町名。現行行政地名は元町一丁目から二丁目。住居表示実施済み。郵便番号は630-0257。

## 地理
生駒市中部に位置し、北に谷田町、北新町、西に門前町、南に仲之町、本町、東に東新町と接している。

## 歴史
大正3年（1914年）、大軌電車が開通すると、生駒停留所から生駒山中腹の宝山寺までの間に新しく参道が敷かれ、参道周辺は宝山寺の門前町として発達し、「新道」と呼ばれた。新道は谷田、山崎、菜畑に属していたが、昭和5年（1930年）11月の町会議の議決を経て、新たな大字名で呼ばれるようになり、現在の元町の名もこの時に付けられた。その後、昭和44年（1969年）、住居表示の施行に伴い、元町一丁目と二丁目に分かれた。
元町一丁目の地域は、当初は土産物店や飲食店など宝山寺への参詣者に向けた店が多かったが、生駒市の都市化の進行に合わせて新たな商店街へと変わっていき、駅前の再開発によってさらに景観が変わっていった。
元町二丁目では、戦後早くに戦災引揚等の孤児を対象とした愛染寮が開かれ、その後乳児院、乳児保育園、特別養護老人ホームなどができる。また比較的早くから宅地開発が行われ、昭和31年（1951年）に生駒市営住宅が建設された。

### 地名の由来
新市街の根元にあたることから元町と名付けられたと推測される。

### 沿革
- 1969年（昭和44年） - 生駒町谷田、山崎から分離し、生駒町元町が成立[9][注釈 1]。
- 1970年（昭和45年） - 門前町が分離[9]。
- 1971年（昭和46年） - 生駒市元町となる[9]。

## 世帯数と人口
2020年（令和2年）10月1日現在の世帯数と人口は以下の通りである。
| 丁目       | 世帯数  | 人口  |
| ---------- | ------- | ----- |
| 元町一丁目 | 120世帯 | 198人 |
| 元町二丁目 | 344世帯 | 716人 |
| 計         | 464世帯 | 914人 |

### 人口の変遷
国勢調査による人口の推移。
| 1995年（平成7年）  | 847人   | [ 10 ] |  |
| 2000年（平成12年） | 1,139人 | [ 11 ] |  |
| 2005年（平成17年） | 987人   | [ 12 ] |  |
| 2010年（平成22年） | 966人   | [ 13 ] |  |
| 2015年（平成27年） | 955人   | [ 14 ] |  |

### 世帯数の変遷
国勢調査による世帯数の推移。
| 1995年（平成7年）  | 314世帯 | [ 10 ] |  |
| 2000年（平成12年） | 442世帯 | [ 11 ] |  |
| 2005年（平成17年） | 401世帯 | [ 12 ] |  |
| 2010年（平成22年） | 418世帯 | [ 13 ] |  |
| 2015年（平成27年） | 418世帯 | [ 14 ] |  |

## 事業所
2016年（平成28年）現在の経済センサス調査による事業所数と従業員数は以下の通りである。
| 丁目       | 事業所数  | 従業員数 |
| ---------- | --------- | -------- |
| 元町一丁目 | 179事業所 | 1,482人  |
| 元町二丁目 | 17事業所  | 242人    |
| 計         | 196事業所 | 1,724人  |

## 交通

### 鉄道
- 生駒駅
  - 近鉄奈良線
  - 近鉄生駒線
  - 近鉄けいはんな線
- 鳥居前駅
  - 近鉄生駒鋼索線

### バス
- 奈良交通
  - 生駒駅南口停留所

### 道路
- 奈良県道237号生駒停車場宝山寺線

## 施設
- 大乗滝寺 - 行基による開創と伝わる[7][16]。宝山寺を興した湛海により再興された[7][16]。